# N801 (België)
De N801 is een gewestweg in de Belgische provincie Luxemburg. Deze weg vormt de verbinding tussen Neufchâteau en Tintigny.
De totale lengte van de N801 bedraagt ongeveer 18 kilometer.